# Xã Springfield, Quận Huntingdon, Pennsylvania
Xã Springfield (tiếng Anh: Springfield Township) là một xã thuộc quận Huntingdon, tiểu bang Pennsylvania, Hoa Kỳ. Năm 2010, dân số của xã này là 654 người.